# Anthophora humilis
Anthophora humilis là một loài Hymenoptera trong họ Apidae. Loài này được Spinola mô tả khoa học năm 1838.